# Torre Eurosky
Torre Eurosky je s 155 metry nejvyšší budovou italského hlavního města, Říma. Zároveň se jedná o nejvyšší obytnou budovu v zemi (v roce 2017). Byla navrhnutá architektem Francem Purini. Výstavba probíhala mezi roky 2010 až 2012.